# Askar Askarov
Askar Sajpulajevitj Askarov (Аскар Сайпулаевич Аскаров (ryska)), född 9 oktober 1992 i Kutan Kamisj (Камыш-Кутан), är en rysk MMA-utövare som sedan 2019 tävlar i organisationen Ultimate Fighting Championship.

## Privat
Askarov tilldelades november 2018 medaljen "folkets hjälte av Dagestan", Dagestans högsta utmärkelse.
Askarov föddes 100% döv, och har vid vuxen ålder en 80% nedsatt hörsel.

## Karriär

### Brottning
Askarov har vunnit en deaflympisk guldmedalj i brottning i fristil vid 2017 års Deaflympics i Turkiet.

### MMA

#### Tidig karriär
Askarovs tre första matcher gick via mindre, regionala organisationer där han vann samtliga via avslut.

#### ACB
Med ett facit om 3-0 skrev Askarov på för Absolute Championship Berkut (ACB) (sedermera Absolute Championship Akhmat (ACA)) och tävlade för dem de nästkommande sju matcherna och vann alla. Samtliga vinster kom via avslut. Askarov var flugviktsmästare i organisationen 2016-2018.

#### UFC
Fortfarande obesegrad skrev Askarov kontrakt med UFC juli 2019. Debuten gick sedan mot Brandon Moreno vid UFC Fight Night 159 21 september 2019. Matchen var Askarovs första ickevinst då den gick tiden ut och dömdes oavgjord via majoritetsbeslut.
Askarovs nästa match i organisationen var mot Tim Elliott vid UFC 246 18 januari 2020. En match Askarov vann via enhälligt domslut.

## Tävlingsfacit
| Resultat | Facit  | Motståndare               | Metod                         | Evenemang                                       | Datum             | Rond | Tid  | Plats                               | Notering |
| -------- | ------ | ------------------------- | ----------------------------- | ----------------------------------------------- | ----------------- | ---- | ---- | ----------------------------------- | -------- |
| Vinst    | 1–0    | Shamil Amirov (RUS)       | Submission (rear-naked)       | Liga Kavkaz: Grand Umakhan Battle               | 7 juli 2013       | 2    | 2:05 | Chunsach, Dagestan, Ryssland        |          |
| Vinst    | 2–0    | Kvanzjakov Kantemir (RUS) | TKO (slag)                    | Sparta MA Club: Team Sosnovy vs. Team Leningrad | 8 december 2013   | 1    | 2:14 | Leningrad, Ryssland                 |          |
| Vinst    | 3–0    | Elvin Abbasov (RUS)       | Submission (armbar)           | GEFC: Lights of Baku 2                          | 15 februari 2014  | 2    | 3:45 | Baku, Azerbajdzjan                  |          |
| Vinst    | 4–0    | Viatjeslav Gagiev (RUS)   | TKO (slag)                    | ACB 17                                          | 2 maj 2015        | 2    | 1:56 | Grozny, Polen                       |          |
| Vinst    | 5–0    | Kirill Medvedovsky (ISR)  | Submission (rear-naked)       | ACB 22                                          | 12 september 2015 | 3    | 3:56 | Sankt Petersburg, Ryssland          |          |
| Vinst    | 6–0    | Marcin Lasota (POL)       | TKO (slag)                    | ACB 29                                          | 6 februari 2016   | 2    | 3:35 | Warsawa, Polen                      |          |
| Vinst    | 7–0    | Ruslan Abiltarov (UKR)    | Submission (rear-naked)       | ACB 38                                          | 20 maj 2016       | 2    | 1:37 | Rostov-na-Donu, Ryssland            |          |
| Vinst    | 8–0    | Jose Maria Tome (BRA)     | Submission (anakonda)         | ACB 48                                          | 22 oktober 2016   | 5    | 1:57 | Moskva, Ryssland                    |          |
| Vinst    | 9–0    | Anthony Leone (USA)       | Submission (twister)          | ACB 58                                          | 22 april 2017     | 3    | 2:41 | Chasavjurt, Dagestan, Ryssland      |          |
| Vinst    | 10–0   | Rasul Albaskhanov (RUS)   | Teknisk submission (giljotin) | ACB 86                                          | 5 maj 2018        | 2    | 1:59 | Moskva, Ryssland                    |          |
| Oavgjort | 10–0-1 | Brandon Moreno (MEX)      | Domslut (majoritet)           | UFC Fight Night: Rodriguez vs. Stephens         | 21 september 2019 | 3    | 5:00 | Mexico City, Mexiko                 |          |
| Vinst    | 11–0-1 | Tim Elliott (USA)         | Domslut (enhälligt)           | UFC 246                                         | 18 januari 2020   | 3    | 5:00 | Las Vegas, NV, USA                  |          |
| Vinst    | 12–0-1 | Alexandre Pantoja (BRA)   | Domslut (enhälligt)           | UFC Fight Night: Figueiredo vs. Benavidez 2     | 19 juli 2020      | 3    | 5:00 | Fight Island, Förenade Arabemiraten |          |
| Vinst    | 13–0-1 | Joseph Benavidez (USA)    | Domslut (enhälligt)           | UFC 259                                         | 6 mars 2021       | 3    | 5:00 | Las Vegas, NV, USA                  |          |